# オレンジボウル
オレンジ・ボウル（Orange Bowl ）は、年一回、通常1月1日に、アメリカ合衆国フロリダ州マイアミで開催されるカレッジフットボールのボウル・ゲームである。このゲームはボウル・チャンピオンシップ・シリーズ（BCS）のひとつである。
1935年に開始され、1995年まではマイアミ・オレンジボウルで開催されていたが、1996年からはハードロック・スタジアムで開催されている。
オレンジボウルの法人タイトルスポンサーは、2014年からキャピタル・ワンである。過去には1989年から2010年まで、フェデックス、1990年から1993年まではIBMとそのOSであるOS/2が共同スポンサーとなっていた。
1968年以来、このゲームにはビッグ8カンファレンス（現在のビッグ12カンファレンス）の優勝チームが参加していたが、1998年のBCSの導入により、チームの選択は他の3つのBCSボウルと連動することになった。1998年から2005年の間のゲームには、ナショナル・チャンピオンシップ・ゲームに招待されない限り、アトランティック・コースト・カンファレンス（ACC）かビッグ・イースト・カンファレンスの優勝校が参加しているが、2014年からはカレッジフットボール・プレーオフの一部として準決勝が本大会に割り当ている。

## 過去の戦績
| 試合開催日        | 勝者                    | 勝者 | 敗者                    | 敗者 | MVP （）内は敗者から選出                          |
| ----------------- | ----------------------- | ---- | ----------------------- | ---- | ------------------------------------------------- |
| 1935年1月1日      | バックネル              | 26   | マイアミ (フロリダ)     | 0    |                                                   |
| 1936年1月1日      | カトリック              | 20   | ミシシッピ              | 19   |                                                   |
| 1937年1月1日      | #14 デュケイン          | 13   | ミシシッピ州立          | 12   |                                                   |
| 1938年1月1日      | オーバーン              | 6    | ミシガン州立            | 0    |                                                   |
| 1939年1月2日      | #2 テネシー             | 17   | #4 オクラホマ           | 0    |                                                   |
| 1940年1月1日      | #16 ジョージア工科      | 21   | #6 ミズーリ             | 7    |                                                   |
| 1941年1月1日      | #9 ミシシッピ州立       | 14   | #13 ジョージタウン      | 7    |                                                   |
| 1942年1月1日      | #14 ジョージア          | 40   | TCU                     | 26   | ブルース・アルフォード・シニア                    |
| 1943年1月1日      | #10 アラバマ            | 37   | #8 ボストンカレッジ     | 21   |                                                   |
| 1944年1月1日      | ルイジアナ州立          | 19   | テキサスA&M             | 14   |                                                   |
| 1945年1月1日      | タルサ                  | 26   | #13 ジョージア工科      | 12   |                                                   |
| 1946年1月1日      | マイアミ (フロリダ)     | 13   | #16 ホーリークロス      | 6    |                                                   |
| 1947年1月1日      | #10 ライス              | 8    | #7 テネシー             | 0    |                                                   |
| 1948年1月1日      | #10 ジョージア工科      | 20   | #12 カンザス            | 14   |                                                   |
| 1949年1月1日      | テキサス                | 41   | #8 ジョージア           | 28   |                                                   |
| 1950年1月2日      | #15 サンタクララ        | 21   | #11 ケンタッキー        | 13   |                                                   |
| 1951年1月1日      | #10 クレムソン          | 15   | #15 マイアミ (フロリダ) | 14   |                                                   |
| 1952年1月1日      | #6 ジョージア工科       | 17   | #9 ベイラー             | 14   |                                                   |
| 1953年1月1日      | #9 アラバマ             | 61   | #14 シラキュース        | 6    |                                                   |
| 1954年1月1日      | #4 オクラホマ           | 7    | #1 メリーランド         | 0    |                                                   |
| 1955年1月1日      | #14 デューク            | 34   | ネブラスカ              | 7    |                                                   |
| 1956年1月2日      | #1 オクラホマ           | 20   | #3 メリーランド         | 6    |                                                   |
| 1957年1月1日      | #20 コロラド            | 27   | #19 クレムソン          | 21   |                                                   |
| 1958年1月1日      | #4 オクラホマ           | 48   | #16 デューク            | 21   |                                                   |
| 1959年1月1日      | #5 オクラホマ           | 21   | #9 シラキューズ         | 6    |                                                   |
| 1960年1月1日      | #5 ジョージア           | 14   | #18 ミズーリ            | 0    |                                                   |
| 1961年1月2日      | #5 ミズーリ             | 21   | #4 ネイビー             | 14   |                                                   |
| 1962年1月1日      | #4 ルイジアナ州立       | 25   | #7 コロラド             | 7    |                                                   |
| 1963年1月1日      | #5 アラバマ             | 17   | #8 オクラホマ           | 0    |                                                   |
| 1964年1月1日      | #6 ネブラスカ           | 13   | #5 オーバーン           | 7    |                                                   |
| 1965年1月1日      | #5 テキサス             | 21   | #1 アラバマ             | 17   | ジョー・ネイマス                                  |
| 1966年1月1日      | #4 アラバマ             | 39   | #3 ネブラスカ           | 28   | スティーブ・スローン                              |
| 1967年1月2日      | フロリダ                | 27   | #8 ジョージア工科       | 12   | ラリー・スミス                                    |
| 1968年1月1日      | #3 オクラホマ           | 26   | #2 テネシー             | 24   | ボブ・ウォーマック                                |
| 1969年1月1日      | #3 ペン・ステート       | 15   | #6 カンザス             | 14   | ドニー・シャンクリン                              |
| 1970年1月1日      | #2 ペン・ステート       | 10   | #6 ミズーリ             | 3    | チャック・バークハート マイク・リード             |
| 1971年1月1日      | #3 ネブラスカ           | 17   | #5 ルイジアナ州立       | 12   | ジェリー・タグ ウィリー・ハーパー                 |
| 1972年1月1日      | #1 ネブラスカ           | 38   | #2 アラバマ             | 6    | ジェリー・タグ リッチ・グローバー                 |
| 1973年1月1日      | #9 ネブラスカ           | 40   | #12ノートルダム         | 6    | ジョニー・ロジャース リッチ・グローバー           |
| 1974年1月1日      | #6 ペン・ステート       | 16   | #13 ルイジアナ州立      | 9    | トム・シューマン ランディ・クラウダー             |
| 1975年1月1日      | #9 ノートルダム         | 13   | #2 アラバマ             | 11   | ウェイン・バロック （リロイ・クック）             |
| 1976年1月1日      | #3 オクラホマ           | 14   | #5 ミシガン             | 6    | スティーブ・デービス リー・ロイ・セルモン         |
| 1977年1月1日      | #11 オハイオ州立        | 27   | #12 コロラド            | 10   | ロッド・ジェラルド トム・カズノー                 |
| 1978年1月2日      | #6 アーカンソー         | 31   | #2 オクラホマ           | 6    | ローランド・セイルズ レジー・フリーマン           |
| 1979年1月1日      | #4 オクラホマ           | 31   | #6 ネブラスカ           | 24   | ビリー・シムズ レジー・キンロー                   |
| 1980年1月1日      | #4 オクラホマ           | 24   | #2 フロリダ州立         | 7    | J・C・ワッツ バド・ヘバート                       |
| 1981年1月1日      | #4 オクラホマ           | 18   | #2 フロリダ州立         | 17   | J・C・ワッツ （ジャービス・カーシー）             |
| 1982年1月1日      | #1 クレムソン           | 22   | #4 ネブラスカ           | 15   | ホーマー・ジョーダン ジェフ・デービス             |
| 1983年1月1日      | #3 ネブラスカ           | 21   | #13 ルイジアナ州立      | 20   | ターナー・ギル デーブ・リミントン                 |
| 1984年1月2日      | #5 マイアミ (フロリダ)  | 31   | #1 ネブラスカ           | 30   | バーニー・コーザー ジャック・フェルナンデス       |
| 1985年1月1日      | #4 ワシントン           | 28   | #2 オクラホマ           | 17   | ジェイク・ロビンソン ロン・ホームズ               |
| 1986年1月1日      | #3 オクラホマ           | 25   | #1 ペン・ステート       | 10   | ソニー・ブラウン ティム・ラシャー                 |
| 1987年1月1日      | #3 オクラホマ           | 42   | #9 アーカンソー         | 8    | スペンサー・ティルマン ダンテ・ジョーンズ         |
| 1988年1月1日      | #2 マイアミ (フロリダ)  | 20   | #1 オクラホマ           | 14   | バーナード・クラーク （ダレル・リード）           |
| 1989年1月2日      | #2 マイアミ (フロリダ)  | 23   | #6 ネブラスカ           | 3    | スティーブ・ウォルシュ （チャールズ・フライアー） |
| 1990年1月1日      | #4 ノートルダム         | 21   | #1 コロラド             | 6    | ラギブ・イスマイル （ダリアン・ヘイガン）         |
| 1991年1月1日      | #1 コロラド             | 10   | #5 ノートルダム         | 9    | チャールズ・ジョンソン （クリス・ゾーリッチ）     |
| 1992年1月1日      | #1 マイアミ (フロリダ)  | 22   | #11 ネブラスカ          | 0    | ラリー・ジョーンズ タイロン・レゲット             |
| 1993年1月1日      | #3 フロリダ州立         | 27   | #11 ネブラスカ          | 14   | チャーリー・ウォード （コーリー・ディクソン）     |
| 1994年1月1日BC    | #1 フロリダ州立         | 18   | #2 ネブラスカ           | 16   | チャーリー・ウォード （トミー・フレイジャー）     |
| 1995年1月1日BC    | #1 ネブラスカ           | 24   | #3 マイアミ (フロリダ)  | 17   | トミー・フレイジャー （クリス・T・ジョーンズ）    |
| 1996年1月1日      | #6 フロリダ州立         | 31   | #8 ノートルダム         | 26   | アンドレ・クーパー （デリック・メイズ）           |
| 1996年12月31日    | #6 ネブラスカ           | 41   | #10 バージニア工科      | 21   | デイモン・ベニング （ケン・オクセンディン）       |
| 1998年1月2日      | #2 ネブラスカ           | 42   | #3 テネシー             | 17   | アーマン・グリーン                                |
| 1999年1月2日~     | #7 フロリダ             | 31   | #18 シラキュース        | 10   | トラビス・テイラー                                |
| 2000年1月1日†     | #8 ミシガン             | 35   | #5 アラバマ             | 34   | デビッド・テレル                                  |
| 2001年1月3日BCS*  | #1 オクラホマ           | 13   | #3 フロリダ州立         | 2    | トランス・マーシャル                              |
| 2002年1月2日      | #5 フロリダ             | 56   | #6 メリーランド         | 23   | テイラー・ジェイコブス                            |
| 2003年1月2日      | #5 USC                  | 38   | #3 アイオワ             | 17   | カーソン・パーマー                                |
| 2004年1月1日      | #10 マイアミ (フロリダ) | 16   | #9 フロリダ州立         | 14   | ジャレット・ペイトン                              |
| 2005年1月4日BCS   | #5 USC††                | 55   | #2 オクラホマ           | 19   | マット・ライナート                                |
| 2006年1月3日†††   | #3 ペン・ステート       | 26   | #22 フロリダ州立        | 23   | ウィリー・リード                                  |
| 2007年1月2日      | #5 ルイビル             | 24   | #15 ウェイクフォレスト  | 13   | ブライアン・ブローム                              |
| 2008年1月3日†††   | #8 カンザス             | 24   | #5 バージニア工科       | 21   | アキブ・タリブ                                    |
| 2009年1月1日      | #21 バージニア工科      | 20   | #12 シンシナティ        | 7    | ダレン・エバンズ                                  |
| 2010年1月5日      | #10 アイオワ            | 24   | #9 ジョージア工科       | 14   | エイドリアン・クレイボーン                        |
| 2011年1月3日      | #5 スタンフォード       | 40   | #12 バージニア工科      | 12   | アンドリュー・ラック                              |
| 2012年1月4日      | #17 ウェストバージニア  | 70   | #22 クレムソン          | 33   | ジーノ・スミス                                    |
| 2013年1月1日      | #13 フロリダ州立        | 31   | #16 北イリノイ          | 10   | ロニー・プライアー                                |
| 2014年1月3日      | #12 クレムソン          | 40   | #7 オハイオ州立         | 35   | サミー・ワトキンス                                |
| 2014年12月31日    | #10 ジョージア工科      | 49   | #8 ミシシッピ州立       | 34   | ジャスティン・トーマス                            |
| 2015年12月31日 SF | #1 クレムソン           | 37   | #4 オクラホマ           | 17   | デショーン・ワトソン ベン・ボウルウェア           |
| 2016年12月30日    | #10 フロリダ州立        | 33   | #6 ミシガン             | 32   | ダルヴィン・クック                                |
| 2017年12月30日    | #6 ウィスコンシン       | 34   | #11 マイアミ (フロリダ) | 24   | アレックス・ホーニブルック                        |
| 2018年12月29日SF  | #1 アラバマ             | 45   | #4 オクラホマ           | 34   | トゥア・タゴヴァイロア ゼビアー・マッキニー       |
| 2019年12月30日    | #6 フロリダ             | 36   | #23 バージニア          | 28   | ラマイカル・ピーライン                            |
| 2021年1月2日      | #5 テキサスA&M          | 41   | #14 ノースカロライナ    | 27   | デヴォン・アチェーン                              |
| 2021年12月31日SF  | #3 ジョージア           | 34   | #2 ミシガン             | 11   | ステットソン・ベネット デリオン・ケンドリック     |
| 2022年12月30日    | #6 テネシー             | 31   | #10 クレムソン          | 14   | ジョー・ミルトン                                  |
| 2023年12月30日    | #6 ジョージア           | 63   | #4 フロリダ州立         | 3    | ケンドール・ミルトン                              |
| 2025年1月9日SF    | #7 ノートルダム         | 27   | #5 ペンステート         | 24   | ライリー・レナード クリスティアン・グレイ         |

Source:
^BC ボウル・コアリションチャンピオンシップゲームを意味する。
^BA ボウル・アライアンスチャンピオンシップゲームとして開催。
^BCS BCSナショナル・チャンピオンシップ・ゲームとして開催。
^QF カレッジフットボール・プレーオフ準々決勝として開催。
^SF カレッジフットボール・プレーオフ準決勝として開催
~ - NFLのプレーオフと重なったため、マイアミ・オレンジボウルで開催された試合。

† - オーバータイムを表す。複数の†は複数回のオーバータイムを表す。
 NCAAの承認により、USCは勝利を剥奪されている。